# Giustina Rocca
Giustina Rocca, née dans la seconde moitié du XVe siècle à Trani (royaume de Naples) et morte en 1502 dans la même ville, est une juriste italienne de la Renaissance, considérée comme la première femme avocate au monde et comme une source d'inspiration du personnage de Portia dans la pièce de Shakespeare Le Marchand de Venise,.

## Contexte
En 1496, Trani passe (provisoirement) sous le contrôle de la république de Venise, de même que Brindisi et Otrante, en conséquence d'un prêt consenti au roi de Naples Ferdinand II, qu'il ne peut rembourser, ayant été évincé en 1495 du trône par l'armée du roi de France Charles VIII (première guerre d'Italie).

## Biographie

### Origines familiales, mariage et formation
Giustina Rocca est la fille d'Orazio Rocca, orateur au Sénat de Naples[pas clair]. 
Elle épouse[Quand ?] le capitaine royal Giovanni Antonio Palagano. Quatre enfants naissent de ce mariage, dont une fille, Cornelia, morte en 1492 avant l'âge de vingt ans.

### Carrière
Giustina Rocca est avocat[pas clair] au tribunal de Trani.
À partir de 1496, Venise est représentée à Trani par un gouverneur, Ludovico Contarini. Giustina est traditionnellement considérée[pas clair] comme s'étant spécialisée dans les relations entre la municipalité de Trani et ce gouverneur,. 
Le 8 avril 1500, elle prononce devant lui une sentence arbitrale[pas clair]. 

### Mort et inhumation
Dans ses dernières volontés, dictées à un notaire le 10 juin 1501, elle demande à être enterrée dans la cathédrale de Trani à côté de sa fille Cornelia.

## Hommages
Sa vie est célébrée dans le Tractatus de iure patronatus (1533), du juriste local Cesare Lambertini.